# (143649) 2003 QQ47
(143649) 2003 QQ47 est un astéroïde Apollon potentiellement dangereux qui a été découvert par LINEAR le 24 août 2003.
Cet astéroïde a frôlé la Terre le 21 mars 2014. Il fut classé, pendant quelques jours après sa découverte, au niveau 1 de l'échelle de Turin.
En 2021, un satellite lui est détecté.